# Black Rock (Arkansas)
Black Rock é uma cidade localizada no estado americano de Arkansas, no Condado de Lawrence.

## Demografia
Segundo o censo americano de 2000, a sua população era de 717 habitantes. 
Em 2006, foi estimada uma população de 677, um decréscimo de 40 (-5.6%).

## Geografia
De acordo com o United States Census Bureau, a localidade tem uma área de 8,9 km², dos quais 8,5 km² cobertos por terra e 0,4 km² cobertos por água. Black Rock localiza-se a aproximadamente 79 m acima do nível do mar.

## Localidades na vizinhança
O diagrama seguinte representa as localidades num raio de 16 km ao redor de Black Rock. 